# Luwsanlchagwyn Dasznjam
Luwsanlchagwyn Dasznjam (mong. Лувсанлхагвын Дашням, ur. 15 maja 1940 w Bulgan, zm. 3 marca 2017) – mongolski łyżwiarz szybki, trzykrotny olimpijczyk.
Trzykrotnie wystąpił na zimowych igrzyskach olimpijskich w łyżwiarskich wyścigach na 500 i 1500 metrów. W Innsbrucku zajął odpowiednio 38. i 46. lokatę, w Grenoble był 38. i 49., a w Sapporo uplasował się na miejscach 28. i 38.
Dwukrotnie wziął też udział w mistrzostwach świata w łyżwiarskim wieloboju: w 1962 i 1963 zajmując na nich odpowiednio pozycje 44. i 40., za każdym razem nie kwalifikując się do finałowego wyścigu na 10000 metrów.
Jego rekordy życiowe na poszczególnych dystansach to: 500 m – 41,5 (1968); 1500 m – 2:09,1 (1971); 5000 m – 8:14,3 (1971); 10000 m – 16:58,8 (1972).